# 勞動音
勞動音是北京共產主義小組創辦的刊物，內容以講述工人生活狀況和罷工為主。1920年11月7日在北京創刊。該刊物共出版5期，由鄧中夏負責編輯。不久刊物更名為仁聲。1920年12月5日停刊。